# Stiphidion
Stiphidion és un gènere d'aranyes araneomorfs de la família dels estifídids (Stiphidiidae). Fou descrit per primera vegada per Eugène Simon, l'any 1902.
Les seves espècies es troben a l'est d'Austràlia, especialment a Queensland, a Tasmània i a Nova Zelanda.

## Taxonomia
Segons el World Spider Catalog amb data de 13 de gener de 2019, Stiphidion té 4 espècies del sud d'Àsia:
- Stiphidion adornatum Davies, 1988 – Queensland
- Stiphidion diminutum Davies, 1988 – Queensland
- Stiphidion facetum Simon, 1902 (espècie tipus) – Austràlia oriental, Tasmània, Nova Zelanda
- Stiphidion raveni Davies, 1988 – Nova Gal·les del Sud